# Mistrzostwa Świata U-20 w Rugby Union Mężczyzn 2008
Mistrzostwa Świata Juniorów w Rugby Union 2008 (IRB Junior World Championship 2008) – pierwsze mistrzostwa świata w rugby union dla drużyn narodowych do lat 20, organizowane przez International Rugby Board (IRB), które odbyły się w Walii w dniach 6–22 czerwca 2008 roku.
W związku z restrukturyzacją przez IRB rozgrywek juniorskich organizowane do tej pory mistrzostwa świata drużyn U-19 oraz U-21 zostały zastąpione przez mistrzostwa świata U-20 posiadające niższą dywizję o nazwie Junior World Rugby Trophy.
Walijski Związek Rugby otrzymał prawa do organizacji zawodów w listopadzie 2007 roku, wówczas ogłoszono również termin, stadiony oraz rozkład gier. Sędziowie zostali natomiast wyznaczeni na początku marca roku 2008.
W rozegranym na czterech walijskich stadionach turnieju wzięło udział szesnaście zespołów. Przez trzy meczowe dni rywalizowały one systemem kołowym podzielone na cztery czterozespołowe grupy. Druga faza zawodów rozgrywana była w ciągu dwóch meczowych dni systemem pucharowym i obejmowała półfinały i finały – o mistrzostwo rywalizowali zwycięzcy grup, drużyny z drugich miejsc o pozycję piątą, kolejna czwórka walczyła o siódme miejsce, natomiast najsłabsze w fazie grupowej zespoły o miejsce trzynaste. Tytuł mistrzowski zdobyła Nowa Zelandia, która w finale pokonała Anglię. Najwięcej punktów zdobył zawodnik z RPA, Francois Brummer, w klasyfikacji przyłożeń z siedmoma zwyciężył zaś reprezentujący Australię Ratu Nasiganiyavi.
Partnerem zawodów była firma Invesco Perpetual, natomiast sygnał telewizyjny przygotowywały S4C oraz BBC Wales. Turniej był transmitowany przez szesnaście stacji telewizyjnych z całego świata – zaplanowano 323 godziny transmisji na żywo.

## Stadiony
| Miasto  | Stadion           | Pojemność |
| ------- | ----------------- | --------- |
| Cardiff | Cardiff Arms Park | 13 500    |
| Newport | Rodney Parade     | 11 700    |
| Swansea | Liberty Stadium   | 20 532    |
| Wrexham | Racecourse Ground | 15 500    |

## Faza grupowa

### Grupa A
| 6 czerwca 200817:00 | Nowa Zelandia U-20 | 48:9 | Tonga U-20  | Cardiff Arms Park, Cardiff Sędzia: James Bolabiu |
| 6 czerwca 200817:00 | Hill 10 (2P), Kirkpatrick 7 (2pd K), Saili 5 (P), Willison 5 (P), Guildford 5 (P), Renata 6 (3pd), Fa'anunu 5 (P), Taylor 5 (P) | 48:9 | Toke 9 (3K) | Cardiff Arms Park, Cardiff Sędzia: James Bolabiu |

| 6 czerwca 200819:00 | Argentyna U-20                                | 17:9 | Irlandia U-20  | Cardiff Arms Park, Cardiff Sędzia: Tim Hayes |
| 6 czerwca 200819:00 | Madero 7 (2pd K), Palma 5 (P), Estelles 5 (P) | 17:9 | Dufficy 9 (3K) | Cardiff Arms Park, Cardiff Sędzia: Tim Hayes |
| 6 czerwca 200819:00 | de Chazal · Lofiego                           | 17:9 | Essex          | Cardiff Arms Park, Cardiff Sędzia: Tim Hayes |

| 10 czerwca 200819:00 | Argentyna U-20                                                      | 30:10 | Tonga U-20               | Cardiff Arms Park, Cardiff Sędzia: Andrew Small |
| 10 czerwca 200819:00 | Madero 15 (P 2pd dg K), Agulla 5 (P), Landajo 5 (P), Estelles 5 (P) | 30:10 | Vea 5 (P), Toke 5 (pd K) | Cardiff Arms Park, Cardiff Sędzia: Andrew Small |
| 10 czerwca 200819:00 | Latu                                                                | 30:10 |                          | Cardiff Arms Park, Cardiff Sędzia: Andrew Small |

| 10 czerwca 200821:10 | Nowa Zelandia U-20 | 65:10 | Irlandia U-20                 | Cardiff Arms Park, Cardiff Sędzia: James Leckie |
| 10 czerwca 200821:10 | Renata 16 (5pd 2K), Poki 10 (2P), MacDonald 5 (P), Braid 5 (P), Maitland 5 (P), Hart 5 (P), Taylor 15 (3P), Kirkpatrick 4 (2pd) | 65:10 | Porter 5 (pd K), Mallon 5 (P) | Cardiff Arms Park, Cardiff Sędzia: James Leckie |

| 14 czerwca 200815:00 | Irlandia U-20                                                      | 45:27 | Tonga U-20                                | Cardiff Arms Park, Cardiff Sędzia: Philip Bosch |
| 14 czerwca 200815:00 | Cochrane 10 (2P), Porter 20 (4pd 4K), Morris 10 (2P), Archer 5 (P) | 45:27 | Toke 17 (pd 5K), Malupo 5 (P), Sete 5 (P) | Cardiff Arms Park, Cardiff Sędzia: Philip Bosch |

| 14 czerwca 200817:00 | Nowa Zelandia U-20                                                                                                   | 60:0 | Argentyna U-20 | Cardiff Arms Park, Cardiff Sędzia: James Jones |
| 14 czerwca 200817:00 | Hill 10 (2P), Renata 15 (6pd K), Whitelock 5 (P), Kirkpatrick 5 (P), Maitland 10 (2P), Guildford 5 (P), Poki 10 (2P) | 60:0 |                | Cardiff Arms Park, Cardiff Sędzia: James Jones |
| 14 czerwca 200817:00 | Townsend | 60:0 |                | Cardiff Arms Park, Cardiff Sędzia: James Jones |

### Grupa B
| 6 czerwca 200817:00 | Południowa Afryka U-20 | 108:18 | Stany Zjednoczone U-20                          | Racecourse Ground, Wrexham Sędzia: Taizō Hirabayashi |
| 6 czerwca 200817:00 | Brummer 18 (2P 4pd), Mapoe 5 (P), Van Vuuren 15 (3P), R. Ebersohn 5 (P), S. Ebersohn 25 (P 10pd), Nhlapo 5 (P), Watermeyer 15 (3P), Marole 5 (P), Willis 5 (P), van Velze 10 (2P) | 108:18 | Treacy 8 (pd 2K), Pittman 5 (P), Johnston 5 (P) | Racecourse Ground, Wrexham Sędzia: Taizō Hirabayashi |
| 6 czerwca 200817:00 | Nhlapo | 108:18 |                                                 | Racecourse Ground, Wrexham Sędzia: Taizō Hirabayashi |

| 6 czerwca 200819:00 | Samoa U-20                                                  | 29:17 | Szkocja U-20                                 | Racecourse Ground, Wrexham Sędzia: James Jones |
| 6 czerwca 200819:00 | Tupou 8 (P dg), Sefo 11 (pd 3K), Tuilagi 5 (P), Aiono 5 (P) | 29:17 | McColl 7 (2pd K), Jackson 5 (P), Jones 5 (P) | Racecourse Ground, Wrexham Sędzia: James Jones |
| 6 czerwca 200819:00 | Timoteo                                                     | 29:17 |                                              | Racecourse Ground, Wrexham Sędzia: James Jones |

| 10 czerwca 200817:00 | Samoa U-20                                                     | 20:6 | Stany Zjednoczone U-20 | Racecourse Ground, Wrexham Sędzia: Philip Bosch |
| 10 czerwca 200817:00 | Tupou 5 (P), Sefo 5 (pd K), Tuilagi 5 (P), Asifa'amatala 5 (P) | 20:6 | Treacy 6 (2K)          | Racecourse Ground, Wrexham Sędzia: Philip Bosch |
| 10 czerwca 200817:00 | Fiu Tavita                                                     | 20:6 | Murphy                 | Racecourse Ground, Wrexham Sędzia: Philip Bosch |

| 10 czerwca 200819:00 | Południowa Afryka U-20 | 72:3 | Szkocja U-20 | Racecourse Ground, Wrexham Sędzia: Chris Pollock |
| 10 czerwca 200819:00 | Brummer 22 (8pd dg K), Mapoe 10 (2P), Van Vuuren 5 (P), van Deventer 10 (2P), Dippenaar 5 (P), Muller 5 (P), Pietersen 10 (2P), Seabela 5 (P) | 72:3 | Murray 3 (K) | Racecourse Ground, Wrexham Sędzia: Chris Pollock |
| 10 czerwca 200819:00 | Stafford | 72:3 |              | Racecourse Ground, Wrexham Sędzia: Chris Pollock |

| 14 czerwca 200815:00 | Szkocja U-20                                                                   | 41:14 | Stany Zjednoczone U-20                     | Racecourse Ground, Wrexham Sędzia: Tim Hayes |
| 14 czerwca 200815:00 | McColl 16 (P 4pd K), Kinloch 10 (2P), Strain 5 (P), Loudon 5 (P), Duncan 5 (P) | 41:14 | Treacy 6 (2K), Roberts 3 (K), Mokate 5 (P) | Racecourse Ground, Wrexham Sędzia: Tim Hayes |
| 14 czerwca 200815:00 | Morton                                                                         | 41:14 |                                            | Racecourse Ground, Wrexham Sędzia: Tim Hayes |

| 14 czerwca 200817:00 | Południowa Afryka U-20                         | 16:11 | Samoa U-20               | Racecourse Ground, Wrexham Sędzia: James Bolabiu |
| 14 czerwca 200817:00 | Brummer 6 (2K), Watermeyer 5 (P), Marole 5 (P) | 16:11 | Sefo 6 (2K), Masoe 5 (P) | Racecourse Ground, Wrexham Sędzia: James Bolabiu |
| 14 czerwca 200817:00 | R. Ebersohn                                    | 16:11 | Aiono · Tuilagi          | Racecourse Ground, Wrexham Sędzia: James Bolabiu |

### Grupa C
| 6 czerwca 200817:00 | Australia U-20 | 81:12 | Kanada U-20                               | Rodney Parade, Newport Sędzia: Philip Bosch |
| 6 czerwca 200817:00 | Pocock 5 (P), Cooper 10 (5pd), McCalman 10 (2P), Horne 5 (P), Hanson 5 (P), Haylett-Petty 20 (4P), Nasiganiyavi 10 (2P), Sua 6 (3pd), Sovala Futi 10 (2P) | 81:12 | Evans 5 (P), White 5 (P), Hirayama 2 (pd) | Rodney Parade, Newport Sędzia: Philip Bosch |
| 6 czerwca 200817:00 | Selby | 81:12 |                                           | Rodney Parade, Newport Sędzia: Philip Bosch |

| 6 czerwca 200819:00 | Anglia U-20                                                                         | 41:17 | Fidżi U-20                                                       | Rodney Parade, Newport Sędzia: Peter Fitzgibbon |
| 6 czerwca 200819:00 | Benjamin 10 (2P), Goode 16 (P 4pd K), Cato 5 (P), Stegmann 5 (P), Turner-Hall 5 (P) | 41:17 | Rokodiva 5 (P), Rokobaro 2 (pd), Kotobalavu 5 (P), Saukuru 5 (P) | Rodney Parade, Newport Sędzia: Peter Fitzgibbon |
| 6 czerwca 200819:00 | Gray                                                                                | 41:17 |                                                                  | Rodney Parade, Newport Sędzia: Peter Fitzgibbon |

| 10 czerwca 200817:00 | Anglia U-20 | 60:18 | Kanada U-20                                  | Rodney Parade, Newport Sędzia: Taizō Hirabayashi |
| 10 czerwca 200817:00 | Cato 5 (P), Fisher 5 (P), Miller 20 (P 6pd K), Cox 5 (P), Odejobi 5 (P), Youngs 10 (2P), Eves 5 (P), Ellis 5 (P) | 60:18 | White 5 (P), Hirayama 8 (pd 2K), Goede 5 (P) | Rodney Parade, Newport Sędzia: Taizō Hirabayashi |

| 10 czerwca 200819:00 | Australia U-20 | 53:17 | Fidżi U-20                                | Rodney Parade, Newport Sędzia: James Jones |
| 10 czerwca 200819:00 | Cooper 6 (3pd), Sovala Futi 10 (2P), Pocock 5 (P), Connor 10 (2P), Betham 5 (P), Lam 5 (P), Genia 5 (P), Kellam 2 (pd), 1 karne przyłożenie | 53:17 | Umu 5 (P), Stewart 5 (P), Malai 7 (2pd K) | Rodney Parade, Newport Sędzia: James Jones |
| 10 czerwca 200819:00 | Kotobalavu | 53:17 |                                           | Rodney Parade, Newport Sędzia: James Jones |

| 14 czerwca 200814:30 | Australia U-20                       | 13:18 | Anglia U-20                       | Rodney Parade, Newport Sędzia: Romain Poite |
| 14 czerwca 200814:30 | Cooper 8 (pd 2K), Nasiganiyavi 5 (P) | 13:18 | Benjamin 10 (2P), Goode 8 (pd 2K) | Rodney Parade, Newport Sędzia: Romain Poite |
| 14 czerwca 200814:30 | Coridas                              | 13:18 | Ellis                             | Rodney Parade, Newport Sędzia: Romain Poite |

| 14 czerwca 200816:30 | Fidżi U-20                     | 10:17 | Kanada U-20                   | Rodney Parade, Newport Sędzia: Chris Pollock |
| 14 czerwca 200816:30 | Vakaloloma 5 (P), Vunisa 5 (P) | 10:17 | Hirayama 12 (4K), Selby 5 (P) | Rodney Parade, Newport Sędzia: Chris Pollock |
| 14 czerwca 200816:30 | Stewart                        | 10:17 | Manly                         | Rodney Parade, Newport Sędzia: Chris Pollock |

### Grupa D
| 6 czerwca 200817:00 | Francja U-20                                                                                | 53:17 | Japonia U-20                   | Liberty Stadium, Swansea Sędzia: Andrew Small |
| 6 czerwca 200817:00 | Namy 5 (P), Belie 13 (5pd K), Fall 10 (2P), Lakafia 15 (3P), Chavancy 5 (P), Lacrampe 5 (P) | 53:17 | Arita 15 (3P), Yamanaka 2 (pd) | Liberty Stadium, Swansea Sędzia: Andrew Small |

| 6 czerwca 200819:10 | Walia U-20                                                                       | 29:10 | Włochy U-20                        | Liberty Stadium, Swansea Sędzia: Romain Poite |
| 6 czerwca 200819:10 | Warburton 5 (P), Biggar 12 (P 2pd K), Davies 5 (P), Owen 5 (P), Halfpenny 2 (pd) | 29:10 | Bocchino 5 (pd K), Bacchetti 5 (P) | Liberty Stadium, Swansea Sędzia: Romain Poite |
| 6 czerwca 200819:10 | Bacchetti                                                                        | 29:10 |                                    | Liberty Stadium, Swansea Sędzia: Romain Poite |

| 10 czerwca 200817:00 | Francja U-20                                                                      | 32:14 | Włochy U-20                        | Liberty Stadium, Swansea Sędzia: Tim Hayes |
| 10 czerwca 200817:00 | Belie 5 (pd K), Lacrampe 5 (P), Camara 5 (P), Dumoulin 7 (2pd K), Madaule 10 (2P) | 32:14 | Bocchino 9 (3K), Pratichetti 5 (P) | Liberty Stadium, Swansea Sędzia: Tim Hayes |
| 10 czerwca 200817:00 | Madaule · Bastareaud                                                              | 32:14 | Massaro                            | Liberty Stadium, Swansea Sędzia: Tim Hayes |

| 10 czerwca 200819:10 | Walia U-20                                                  | 33:10 | Japonia U-20              | Liberty Stadium, Swansea Sędzia: Peter Fitzgibbon |
| 10 czerwca 200819:10 | Halfpenny 13 (P 4pd), Tovey 5 (P), Rees 10 (2P), Ford 5 (P) | 33:10 | Havea 5 (P), Mikami 5 (P) | Liberty Stadium, Swansea Sędzia: Peter Fitzgibbon |
| 10 czerwca 200819:10 | Warburton · Hobbs                                           | 33:10 | Nakada                    | Liberty Stadium, Swansea Sędzia: Peter Fitzgibbon |

| 14 czerwca 200815:00 | Japonia U-20                                          | 20:24 | Włochy U-20                                       | Liberty Stadium, Swansea Sędzia: Andrew Small |
| 14 czerwca 200815:00 | Oshima 10 (2pd 2K), Leitch 5 (P), 1 karne przyłożenie | 20:24 | Bocchino 14 (pd 4K), Rotella 5 (P), Ravalle 5 (P) | Liberty Stadium, Swansea Sędzia: Andrew Small |
| 14 czerwca 200815:00 | Arita · Yamazaki                                      | 20:24 | De Marchi                                         | Liberty Stadium, Swansea Sędzia: Andrew Small |

| 14 czerwca 200817:00 | Walia U-20                                   | 23:19 | Francja U-20                    | Liberty Stadium, Swansea Sędzia: James Leckie |
| 14 czerwca 200817:00 | Halfpenny 18 (P 2pd 3K), 1 karne przyłożenie | 23:19 | Belie 14 (pd dg 3K), Fall 5 (P) | Liberty Stadium, Swansea Sędzia: James Leckie |
| 14 czerwca 200817:00 | Pugh                                         | 23:19 | Jaulhac · Maestri               | Liberty Stadium, Swansea Sędzia: James Leckie |

## Faza pucharowa

### Mecze o miejsca 13–16
|  |                        |                        |            |                   |    |                    |                    |                    |
|  | Półfinały              | Półfinały              | Półfinały  |                   |    | Mecz o 13. miejsce | Mecz o 13. miejsce | Mecz o 13. miejsce |
|  | Półfinały              | Półfinały              | Półfinały  |                   |    | Mecz o 13. miejsce | Mecz o 13. miejsce | Mecz o 13. miejsce |
|  | 18 czerwca 2008        |                        |            |                   |    |                    |                    |                    |
|  |                        |                        |            |                   |    |                    |                    |                    |
|  | Tonga U-20             | Tonga U-20             | 17         |                   |    |                    |                    |                    |
|  | Tonga U-20             | Tonga U-20             | 17         | 21 czerwca 2008   |    |                    |                    |                    |
|  | Japonia U-20           | Japonia U-20           | 5          |                   |    |                    |                    |                    |
|  | Japonia U-20           | Japonia U-20           | 5          |                   |    | Tonga U-20         | Tonga U-20         | 28                 |
|  | 18 czerwca 2008        |                        |            |                   |    | Tonga U-20         | Tonga U-20         | 28                 |
|  |                        |                        | Fidżi U-20 | Fidżi U-20        | 20 |                    |                    |                    |
|  | Stany Zjednoczone U-20 | Stany Zjednoczone U-20 | Fidżi U-20 | Fidżi U-20        | 20 | 22                 |                    |                    |
|  | Stany Zjednoczone U-20 | Stany Zjednoczone U-20 |            |                   |    |                    |                    |                    |
|  | Fidżi U-20             | Fidżi U-20             | 27         |                   |    |                    |                    |                    |
|  | Fidżi U-20             | Fidżi U-20             | 27         | Mecz o 3. miejsce |    |                    |                    |                    |
|  |                        |                        |            |                   |    |                    |                    |                    |
|  | 21 czerwca 2008        |                        |            |                   |    |                    |                    |                    |
|  |                        |                        |            |                   |    |                    |                    |                    |
|  | Japonia U-20           | Japonia U-20           | 44         |                   |    |                    |                    |                    |
|  | Japonia U-20           | Japonia U-20           | 44         |                   |    |                    |                    |                    |
|  | Stany Zjednoczone U-20 | Stany Zjednoczone U-20 | 8          |                   |    |                    |                    |                    |
|  | Stany Zjednoczone U-20 | Stany Zjednoczone U-20 | 8          |                   |    |                    |                    |                    |

| 18 czerwca 200817:00 | Tonga U-20                                               | 17:5 | Japonia U-20 | Racecourse Ground, Wrexham Sędzia: James Jones |
| 18 czerwca 200817:00 | Hehea 5 (P), Molitika 5 (P), Tukufuka 5 (P), Toke 2 (pd) | 17:5 | Mikami 5 (P) | Racecourse Ground, Wrexham Sędzia: James Jones |

| 18 czerwca 200819:00 | Stany Zjednoczone U-20                                             | 22:27 | Fidżi U-20                                                                            | Racecourse Ground, Wrexham Sędzia: Taizō Hirabayashi |
| 18 czerwca 200819:00 | Treacy 7 (2pd K), Pittman 5 (P), Palamo 5 (P), 1 karne przyłożenie | 22:27 | Saukuru 5 (P), Umu 5 (P), Stewart 5 (P), Malai 2 (pd), Levula 5 (P), Kocoturaga 5 (P) | Racecourse Ground, Wrexham Sędzia: Taizō Hirabayashi |
| 18 czerwca 200819:00 | Qaranivalu                                                         | 22:27 |                                                                                       | Racecourse Ground, Wrexham Sędzia: Taizō Hirabayashi |

| 21 czerwca 200817:00 | Tonga U-20                                                | 28:20 | Fidżi U-20                                             | Racecourse Ground, Wrexham Sędzia: Taizō Hirabayashi |
| 21 czerwca 200817:00 | Hehea 5 (P), Toke 13 (P pd 2K), Malupo 5 (P), Takai 5 (P) | 28:20 | Malai 10 (2pd 2K), Kocoturaga 5 (P), Verenadavui 5 (P) | Racecourse Ground, Wrexham Sędzia: Taizō Hirabayashi |
| 21 czerwca 200817:00 | Qalomai · Vakaloloma                                      | 28:20 |                                                        | Racecourse Ground, Wrexham Sędzia: Taizō Hirabayashi |

| 21 czerwca 200819:00 | Japonia U-20 | 44:8 | Stany Zjednoczone U-20    | Racecourse Ground, Wrexham Sędzia: James Bolabiu |
| 21 czerwca 200819:00 | Yamanaka 2 (pd), Havea 5 (P), Oshima 9 (3pd K), Sasakura 5 (P), Blackie 5 (P), Yoshida 3 (dg), Okubo 5 (P), Matsuda 5 (P), Natsui 5 (P) | 44:8 | Treacy 3 (K), Ebner 5 (P) | Racecourse Ground, Wrexham Sędzia: James Bolabiu |
| 21 czerwca 200819:00 | Leitch · Arita | 44:8 | Paganini                  | Racecourse Ground, Wrexham Sędzia: James Bolabiu |

### Mecze o miejsca 9–12
|  |                 |               |              |                   |    |                   |                   |                   |
|  | Półfinały       | Półfinały     | Półfinały    |                   |    | Mecz o 9. miejsce | Mecz o 9. miejsce | Mecz o 9. miejsce |
|  | Półfinały       | Półfinały     | Półfinały    |                   |    | Mecz o 9. miejsce | Mecz o 9. miejsce | Mecz o 9. miejsce |
|  | 18 czerwca 2008 |               |              |                   |    |                   |                   |                   |
|  |                 |               |              |                   |    |                   |                   |                   |
|  | Szkocja U-20    | Szkocja U-20  | 15           |                   |    |                   |                   |                   |
|  | Szkocja U-20    | Szkocja U-20  | 15           | 22 czerwca 2008   |    |                   |                   |                   |
|  | Kanada U-20     | Kanada U-20   | 10           |                   |    |                   |                   |                   |
|  | Kanada U-20     | Kanada U-20   | 10           |                   |    | Irlandia U-20     | Irlandia U-20     | 39                |
|  | 18 czerwca 2008 |               |              |                   |    | Irlandia U-20     | Irlandia U-20     | 39                |
|  |                 |               | Szkocja U-20 | Szkocja U-20      | 12 |                   |                   |                   |
|  | Irlandia U-20   | Irlandia U-20 | Szkocja U-20 | Szkocja U-20      | 12 | 9                 |                   |                   |
|  | Irlandia U-20   | Irlandia U-20 |              |                   |    |                   |                   |                   |
|  | Włochy U-20     | Włochy U-20   | 6            |                   |    |                   |                   |                   |
|  | Włochy U-20     | Włochy U-20   | 6            | Mecz o 3. miejsce |    |                   |                   |                   |
|  |                 |               |              |                   |    |                   |                   |                   |
|  | 22 czerwca 2008 |               |              |                   |    |                   |                   |                   |
|  |                 |               |              |                   |    |                   |                   |                   |
|  | Włochy U-20     | Włochy U-20   | 33           |                   |    |                   |                   |                   |
|  | Włochy U-20     | Włochy U-20   | 33           |                   |    |                   |                   |                   |
|  | Kanada U-20     | Kanada U-20   | 10           |                   |    |                   |                   |                   |
|  | Kanada U-20     | Kanada U-20   | 10           |                   |    |                   |                   |                   |

| 18 czerwca 200817:00 | Szkocja U-20                             | 15:10 | Kanada U-20                    | Rodney Parade, Newport Sędzia: James Bolabiu |
| 18 czerwca 200817:00 | McColl 5 (P), Samson 5 (P), Murray 5 (P) | 15:10 | Evans 5 (P), Hirayama 5 (pd K) | Rodney Parade, Newport Sędzia: James Bolabiu |
| 18 czerwca 200817:00 | Samson                                   | 15:10 |                                | Rodney Parade, Newport Sędzia: James Bolabiu |

| 18 czerwca 200819:00 | Irlandia U-20 | 9:6 | Włochy U-20     | Cardiff Arms Park, Cardiff Sędzia: Tim Hayes |
| 18 czerwca 200819:00 | Porter 9 (3K) | 9:6 | Bocchino 6 (2K) | Cardiff Arms Park, Cardiff Sędzia: Tim Hayes |

| 22 czerwca 200813:00 | Irlandia U-20                                                                          | 39:12 | Szkocja U-20                             | Rodney Parade, Newport Sędzia: James Jones |
| 22 czerwca 200813:00 | Porter 10 (2pd 2K), Cochrane 10 (2P), O’Malley 5 (P), Kearney 10 (2P), Madigan 4 (2pd) | 39:12 | Jackson 5 (P), Murray 2 (pd), Rose 5 (P) | Rodney Parade, Newport Sędzia: James Jones |
| 22 czerwca 200813:00 | Sandford · Entwistle                                                                   | 39:12 | McKenzie · Bury                          | Rodney Parade, Newport Sędzia: James Jones |

| 22 czerwca 200813:00 | Włochy U-20                                                     | 33:10 | Kanada U-20                  | Cardiff Arms Park, Cardiff Sędzia: Tim Hayes |
| 22 czerwca 200813:00 | Bocchino 18 (6K), Bacchetti 5 (P), Cazzola 5 (P), D’Apice 5 (P) | 33:10 | Jawl 5 (pd K), Trainor 5 (P) | Cardiff Arms Park, Cardiff Sędzia: Tim Hayes |

### Mecze o miejsca 5–8
|  |                 |                |                |                   |    |                   |                   |                   |
|  | Półfinały       | Półfinały      | Półfinały      |                   |    | Mecz o 5. miejsce | Mecz o 5. miejsce | Mecz o 5. miejsce |
|  | Półfinały       | Półfinały      | Półfinały      |                   |    | Mecz o 5. miejsce | Mecz o 5. miejsce | Mecz o 5. miejsce |
|  | 18 czerwca 2008 |                |                |                   |    |                   |                   |                   |
|  |                 |                |                |                   |    |                   |                   |                   |
|  | Argentyna U-20  | Argentyna U-20 | 6              |                   |    |                   |                   |                   |
|  | Argentyna U-20  | Argentyna U-20 | 6              | 22 czerwca 2008   |    |                   |                   |                   |
|  | Francja U-20    | Francja U-20   | 30             |                   |    |                   |                   |                   |
|  | Francja U-20    | Francja U-20   | 30             |                   |    | Francja U-20      | Francja U-20      | 21                |
|  | 18 czerwca 2008 |                |                |                   |    | Francja U-20      | Francja U-20      | 21                |
|  |                 |                | Australia U-20 | Australia U-20    | 42 |                   |                   |                   |
|  | Samoa U-20      | Samoa U-20     | Australia U-20 | Australia U-20    | 42 | 0                 |                   |                   |
|  | Samoa U-20      | Samoa U-20     |                |                   |    |                   |                   |                   |
|  | Australia U-20  | Australia U-20 | 32             |                   |    |                   |                   |                   |
|  | Australia U-20  | Australia U-20 | 32             | Mecz o 3. miejsce |    |                   |                   |                   |
|  |                 |                |                |                   |    |                   |                   |                   |
|  | 22 czerwca 2008 |                |                |                   |    |                   |                   |                   |
|  |                 |                |                |                   |    |                   |                   |                   |
|  | Argentyna U-20  | Argentyna U-20 | 10             |                   |    |                   |                   |                   |
|  | Argentyna U-20  | Argentyna U-20 | 10             |                   |    |                   |                   |                   |
|  | Samoa U-20      | Samoa U-20     | 30             |                   |    |                   |                   |                   |
|  | Samoa U-20      | Samoa U-20     | 30             |                   |    |                   |                   |                   |

| 18 czerwca 200817:00 | Argentyna U-20 | 6:30 | Francja U-20                                                                     | Liberty Stadium, Swansea Sędzia: Chris Pollock |
| 18 czerwca 200817:00 | Madero 6 (2K)  | 6:30 | Belie 10 (2pd 2K), Chavancy 5 (P), Chollon 5 (P), Dumora 5 (pd K), Rallier 5 (P) | Liberty Stadium, Swansea Sędzia: Chris Pollock |
| 18 czerwca 200817:00 | Tucullet       | 6:30 |                                                                                  | Liberty Stadium, Swansea Sędzia: Chris Pollock |

| 18 czerwca 200819:00 | Samoa U-20                                                                             | 0:32 | Australia U-20 | Liberty Stadium, Swansea Sędzia: James Jones |
| 18 czerwca 200819:00 | Cooper 12 (3pd 2K), Nasiganiyavi 5 (P), Kellam 5 (P), Daley 5 (P), 1 karne przyłożenie | 0:32 |                | Liberty Stadium, Swansea Sędzia: James Jones |
| 18 czerwca 200819:00 | Tupou                                                                                  | 0:32 |                | Liberty Stadium, Swansea Sędzia: James Jones |

| 22 czerwca 200815:00 | Francja U-20                                                  | 21:42 | Australia U-20                                                                                  | Cardiff Arms Park, Cardiff Sędzia: Philip Bosch |
| 22 czerwca 200815:00 | Belie 6 (3pd), Madaule 5 (P), Chollon 5 (P), Bastareaud 5 (P) | 21:42 | Cooper 10 (2pd 2K), Nasiganiyavi 15 (3P), Futi 5 (P), Daley 5 (P), Simmons 5 (P), Palmer 2 (pd) | Cardiff Arms Park, Cardiff Sędzia: Philip Bosch |

| 22 czerwca 200815:00 | Argentyna U-20                 | 10:30 | Samoa U-20                                                                         | Rodney Parade, Newport Sędzia: James Leckie |
| 22 czerwca 200815:00 | Salazar 5 (P), Madero 5 (pd K) | 10:30 | Sefo 5 (pd K), Tuilagi 5 (P), Aiono 5 (P), Masoe 5 (P), Smith 5 (P), Paulino 5 (P) | Rodney Parade, Newport Sędzia: James Leckie |

### Mecze o miejsca 1–4
|  |                        |                        |             |                   |   |                    |                    |       |
|  | Półfinały              | Półfinały              | Półfinały   |                   |   | Finał              | Finał              | Finał |
|  | Półfinały              | Półfinały              | Półfinały   |                   |   | Finał              | Finał              | Finał |
|  | 18 czerwca 2008        |                        |             |                   |   |                    |                    |       |
|  |                        |                        |             |                   |   |                    |                    |       |
|  | Nowa Zelandia U-20     | Nowa Zelandia U-20     | 31          |                   |   |                    |                    |       |
|  | Nowa Zelandia U-20     | Nowa Zelandia U-20     | 31          | 22 czerwca 2008   |   |                    |                    |       |
|  | Walia U-20             | Walia U-20             | 6           |                   |   |                    |                    |       |
|  | Walia U-20             | Walia U-20             | 6           |                   |   | Nowa Zelandia U-20 | Nowa Zelandia U-20 | 38    |
|  | 18 czerwca 2008        |                        |             |                   |   | Nowa Zelandia U-20 | Nowa Zelandia U-20 | 38    |
|  |                        |                        | Anglia U-20 | Anglia U-20       | 3 |                    |                    |       |
|  | Anglia U-20            | Anglia U-20            | Anglia U-20 | Anglia U-20       | 3 | 26                 |                    |       |
|  | Anglia U-20            | Anglia U-20            |             |                   |   |                    |                    |       |
|  | Południowa Afryka U-20 | Południowa Afryka U-20 | 18          |                   |   |                    |                    |       |
|  | Południowa Afryka U-20 | Południowa Afryka U-20 | 18          | Mecz o 3. miejsce |   |                    |                    |       |
|  |                        |                        |             |                   |   |                    |                    |       |
|  | 22 czerwca 2008        |                        |             |                   |   |                    |                    |       |
|  |                        |                        |             |                   |   |                    |                    |       |
|  | Walia U-20             | Walia U-20             | 18          |                   |   |                    |                    |       |
|  | Walia U-20             | Walia U-20             | 18          |                   |   |                    |                    |       |
|  | Południowa Afryka U-20 | Południowa Afryka U-20 | 43          |                   |   |                    |                    |       |
|  | Południowa Afryka U-20 | Południowa Afryka U-20 | 43          |                   |   |                    |                    |       |

| 18 czerwca 200819:00 | Nowa Zelandia U-20                                                             | 31:6 | Walia U-20       | Rodney Parade, Newport Sędzia: Romain Poite |
| 18 czerwca 200819:00 | MacDonald 5 (P), Fa'anunu 5 (P), Renata 11 (pd 3K), Manu 5 (P), Maitland 5 (P) | 31:6 | Halfpenny 6 (2K) | Rodney Parade, Newport Sędzia: Romain Poite |
| 18 czerwca 200819:00 | Prosser                                                                        | 31:6 |                  | Rodney Parade, Newport Sędzia: Romain Poite |

| 18 czerwca 200821:10 | Anglia U-20                                                   | 26:18 | Południowa Afryka U-20                           | Cardiff Arms Park, Cardiff Sędzia: Peter Fitzgibbon |
| 18 czerwca 200821:10 | Goode 11 (pd 3K), Cato 5 (P), Simpson 5 (P), Corbisiero 5 (P) | 26:18 | Brummer 8 (pd 2K), van Velze 5 (P), Afrika 5 (P) | Cardiff Arms Park, Cardiff Sędzia: Peter Fitzgibbon |
| 18 czerwca 200821:10 | Kirsten                                                       | 26:18 |                                                  | Cardiff Arms Park, Cardiff Sędzia: Peter Fitzgibbon |

| 22 czerwca 200819:00 | Nowa Zelandia U-20                                                                               | 38:3 | Anglia U-20 | Liberty Stadium, Swansea Sędzia: Peter Fitzgibbon |
| 22 czerwca 200819:00 | Renata 11 (pd 3K), Poki 5 (P), Kirkpatrick 7 (2pd K), Willison 5 (P), Taylor 5 (P), Crotty 5 (P) | 38:3 | Goode 3 (K) | Liberty Stadium, Swansea Sędzia: Peter Fitzgibbon |
| 22 czerwca 200819:00 | Smith                                                                                            | 38:3 | Clark       | Liberty Stadium, Swansea Sędzia: Peter Fitzgibbon |

| 22 czerwca 200817:00 | Walia U-20                          | 18:43 | Południowa Afryka U-20                                                                         | Liberty Stadium, Swansea Sędzia: Romain Poite |
| 22 czerwca 200817:00 | Halfpenny 13 (P pd 2K), Hobbs 5 (P) | 18:43 | Brummer 13 (P 4pd), Mapoe 10 (2P), Ebersohn 5 (P), Ebersohn 5 (P), Koster 5 (P), Kirsten 5 (P) | Liberty Stadium, Swansea Sędzia: Romain Poite |
| 22 czerwca 200817:00 | Pietersen · Hess                    | 18:43 |                                                                                                | Liberty Stadium, Swansea Sędzia: Romain Poite |

## Klasyfikacja końcowa
| Miejsce | Reprezentacja          |
| ------- | ---------------------- |
| złoto   | Nowa Zelandia U-20     |
| srebro  | Anglia U-20            |
| brąz    | Południowa Afryka U-20 |
| 4       | Walia U-20             |
| 5       | Australia U-20         |
| 6       | Francja U-20           |
| 7       | Samoa U-20             |
| 8       | Argentyna U-20         |
| 9       | Irlandia U-20          |
| 10      | Szkocja U-20           |
| 11      | Włochy U-20            |
| 12      | Kanada U-20            |
| 13      | Tonga U-20             |
| 14      | Fidżi U-20             |
| 15      | Japonia U-20           |
| 16      | Stany Zjednoczone U-20 |